# 블라디미르 네민스키

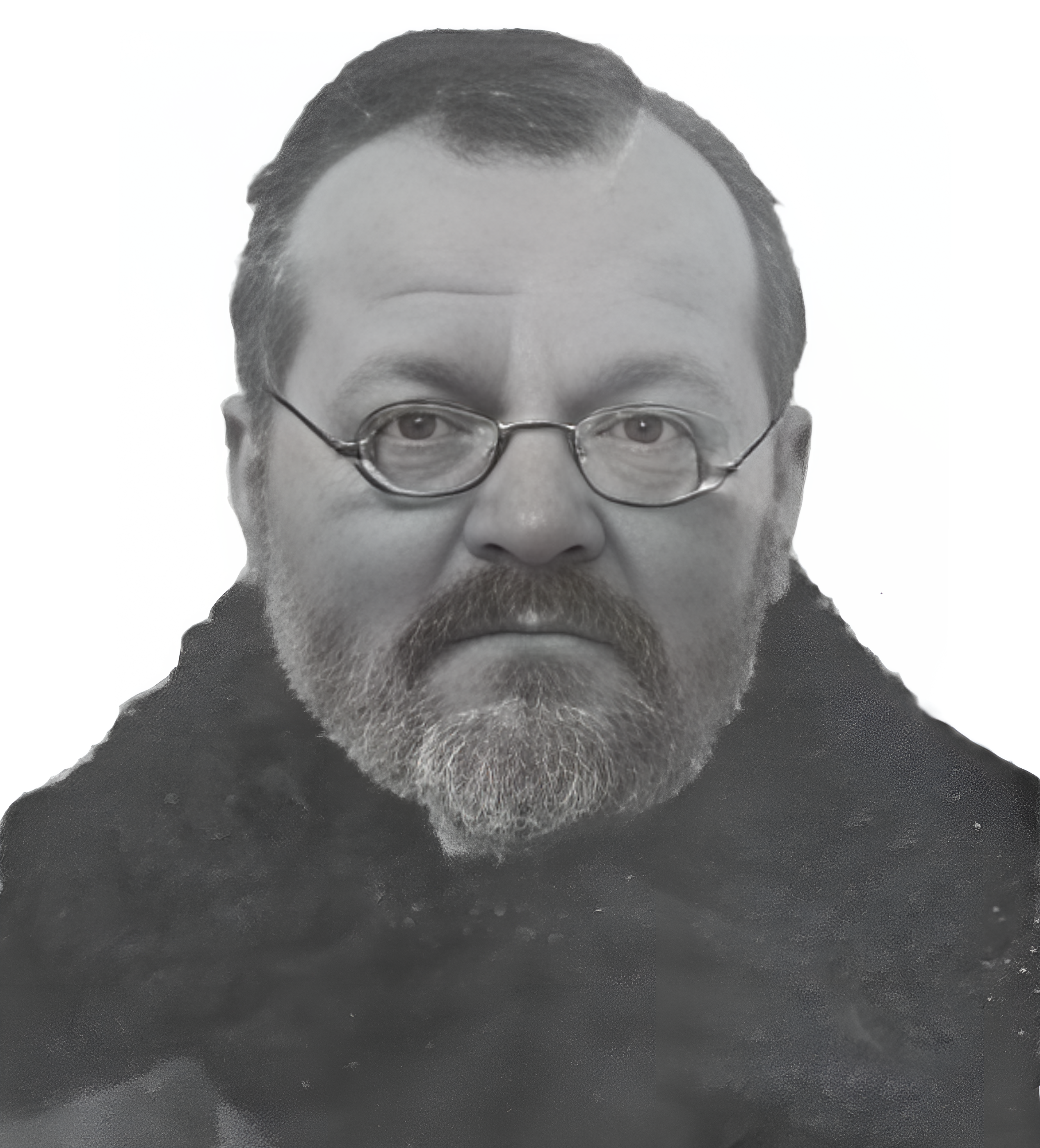

블라디미르 네민스키(러시아어: Владимир Владимирович Правдич-Неминский, 우크라이나어: Володимир Володимирович Правдич-Немінський)는 1879년 7월 2일에 출생한 러시아의 생리학자, 과학자이다.
네민스키는 1901년 의학부에 입학하여, 1년 후 카잔 제국 대학의 물리학 및 수학학부 자연학과로 전과하여, 1903년 학생 시절 생리학을 전문으로 시작하였다.
1913년 네민스키는 개의 뇌에서 기록된 최초의 뇌파도를 기록하였다. 구체적으로는 표면에 배치된 전극을 사용하여 개의 뇌 전위를 전환하였다. 또, electrocerebrogram EEG 뇌파라라는 용어를 세계최초로 도입하였다.
이 외에도 네민스키는 뇌파도 EEG 알파파의 비동기화 반응을 최초로 관찰하였는데, 온전한 두피를 가진 EEG 뇌파를 최초로 기록하였다.
이후, 베르거에 의하여 인간에게 있어서 정량뇌파인 알파파가 관찰된다.

## 참고 문헌
- Рашковский А. Л. Отец электроэнцефалографии русского происхождения Архивная копия от 24 ноября 2012 на Wayback Machine